# آنکیو (شهر)
آنکیو (شهر) (به لاتین: Anqiu) یک county-level city در جمهوری خلق چین است که در ویفانگ واقع شده‌است.